# Pterilia formosana
Pterilia formosana är en insektsart som beskrevs av Kato 1933. Pterilia formosana ingår i släktet Pterilia och familjen Caliscelidae. Inga underarter finns listade i Catalogue of Life.